# 埃爾卡拉特
埃爾卡拉特（西班牙語：El Carate），是巴拿馬的城鎮，位於該國中南部，由洛斯桑托斯省的拉斯塔布斯區負責管轄，面積17.7平方公里，海拔高度45米，2010年人口873，人口密度每平方公里49.3人。